# Jiamachi (köpinghuvudort i Kina, Hubei Sheng, lat 29,51, long 108,98)
Jiamachi (kinesiska: 甲马池, 甲马池镇) är en köpinghuvudort i Kina. Den ligger i provinsen Hubei, i den centrala delen av landet, omkring 520 kilometer väster om provinshuvudstaden Wuhan. Antalet invånare är 43 615. Befolkningen består av 20 717 kvinnor och 22 898 män. Barn under 15 år utgör 22,0 %, vuxna 15-64 år 67 %, och äldre över 65 år 10,0 %.
Runt Jiamachi är det ganska tätbefolkat, med 179 invånare per kvadratkilometer. Närmaste större samhälle är Chengdong, 18,3 km väster om Jiamachi. I omgivningarna runt Jiamachi växer i huvudsak blandskog.
Genomsnittlig årsnederbörd är 1 681 millimeter. Den regnigaste månaden är maj, med i genomsnitt 292 mm nederbörd, och den torraste är december, med 20 mm nederbörd.